# روبرت إيفانز (عالم فلك)
روبرت إيفانز (بالإنجليزية: Robert Evans)‏ هو عالم فلك أسترالي، ولد في 20 فبراير 1937 في سيدني في أستراليا.